# 伊朗—马来西亚关系
伊朗—马来西亚关系（英語：Iran–Malaysia relations）是指伊朗与马来西亚之间的外交关系。伊朗在吉隆坡设有大使馆，马来西亚在德黑兰设有大使馆。两国都是伊斯兰合作组织和不结盟运动的成员。

## 历史
两国关系自马来亚独立以来就一直存在。而波斯文化对马来半岛的影响则更为深远，早在几个世纪前就已发现其痕迹，当时两国曾在布央谷和马六甲进行贸易，同时马来语中还流传着波斯文学的痕迹。
1993年4月3日，马西亚首相马哈迪·莫哈末从乌兹别克斯坦塔什干飞往伊朗德黑兰进行为期四天的访问。伊朗总统阿克巴尔·哈什米·拉夫桑贾尼保证将解决双边经济关系中的任何困难，并邀请马来西亚将伊朗作为进入中亚市场的门户。马来西亚外交部长阿都拉·巴达威表示两国已同意签署另外两项合作协议，以促进双边贸易。马哈迪称两国贸易额目前仅为7000万美元，一旦落实签署的协议，很容易在短时间内突破2亿美元。马哈迪对伊朗的访问被认为是成功的。
2018年9月26日，马哈迪在联合国大会会见伊朗总统哈桑·鲁哈尼。
2019年9月27日，马哈迪在联合国大会上批评美国，利用制裁手段阻止其他国家与伊朗经商。同年12月8日，伊朗总统鲁哈尼到马来西亚出席2019年吉隆坡峰会，并与马哈迪在布城首相署会面。12月14日，马哈迪在卡塔尔举行的多哈论坛上表示，美国对伊朗实施的制裁违反了《联合国宪章》和国际法，并表示马来西亚不支持美国对伊朗重新实施单边制裁。
2020年1月7日，马哈迪表示，美国刺杀伊朗高级军事指挥官苏莱曼尼是不道德的，也违反了国际法。